# Veľká Bzdová

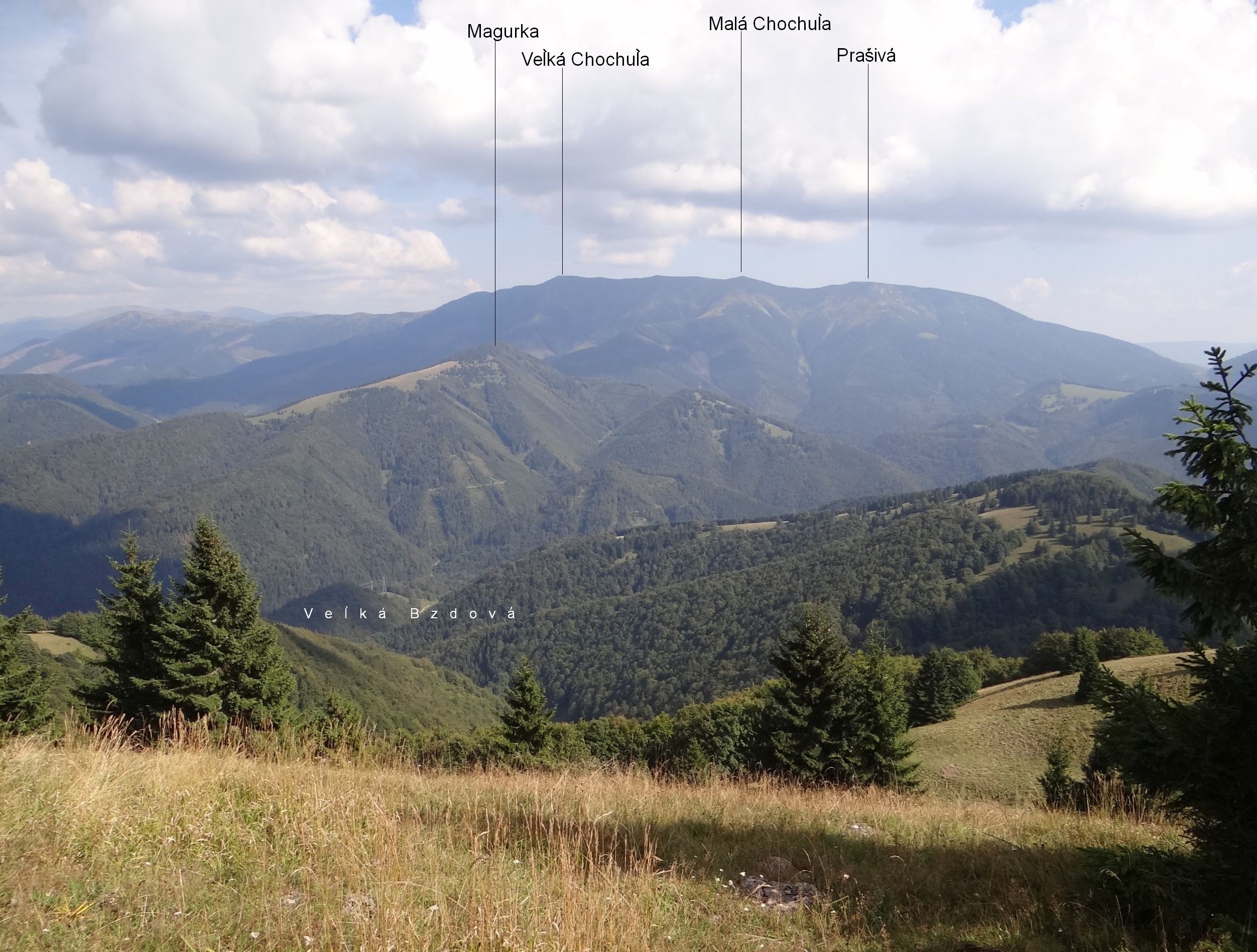
Widok na dolinę Veľká Bzdová z grzbietu Zvolen – Malý Zvolen

Veľká Bzdová – dolina w grupie górskiej Wielkiej Fatry w Karpatach Zachodnich na Słowacji. Jest lewym odgałęzieniem Doliny Korytnickiej (Korytnická dolina). Wcina się we wschodnie stoki grzbietu łączącego szczyty Zwolenia (Zvolen) (1403 m) i Malý Zvolen (1372 m). Ma kręty przebieg i uchodzi do Doliny Korytnickiej na wysokości około 700 m. Jej orograficznie prawe stoki tworzy grzbiet Žarnovki (1076 m), lewe północno-wschodni grzbiet Małego Zwolenia. Dnem spływa bezimienny potok uchodzący do Korytnicy.
Veľká Bzdová znajduje się w kraju żylińskim. Jest niemal całkowicie porośnięta lasem. Jedynie dno doliny jest bezleśne i są w niej 3 domy. Przez dolinę nie prowadzi żaden szlak turystyczny. Znajduje się w obrębie strefy ochronnej Parku Narodowego Niżne Tatry.